# 水源 (小説)
『水源』（すいげん、原題: The Fountainhead）は、1943年に出版されたアイン・ランドの最初のベストセラー小説である。これまでに世界で700万部が売れている。
『水源』の主人公のハワード・ロークは、若い個人主義的な建築家である。彼は自分の芸術的・個人的なビジョンを犠牲にして世間に認められるよりも、無名のまま苦闘し続けることを選ぶ。本作品は、権威層が伝統崇拝に凝り固まる中、自身が最高と信じる建築（世間は「現代建築」と呼ぶ建築）を追求する主人公の闘いをめぐる物語である。主人公ロークに対する他の登場人物たちの関わり方を通じて、ランドが考える様々な人格類型が描き出される。『水源』で描かれる人格類型はすべて、ランドにとっての理想の人間像である自立・完全の人物ロークから、ランドが「セコハン人間」（second-handers）と呼ぶ人間像までの、様々な変化形である。ロークの前進を支援する人物、妨害する人物、あるいはその両方を行う人物など、様々なタイプの人物たちとロークの複雑な関係を描くことで、この小説は恋愛ドラマであると同時に思想書でもある作品になっている。ランドにとってロークは理想の人物の具現化であり、ロークの苦闘は、個人主義は集産主義に勝利するというランドの個人的信念を反映している。
本作品の原稿は12の出版社から出版を拒否され、最終的にボブスメリル社 (Bobbs-Merrill Company) の編集者アーチボルド・オグデン (Archibald Ogden) が、自らの職を賭して出版させた。当時のメディアからのレビューは毀誉褒貶相半ばしたが、口コミで熱心なファンが広がり、ベストセラーになった。本作品は1949年に映画化された（邦題『摩天楼』）。映画版の脚本はランドが書き、ゲイリー・クーパーが主人公ロークを演じた。

## あらすじ
1922年の春、建築家を目指してスタントン工科大学で建築学を専攻していたハワード・ロークは、慣例に固執する教授たちに従うことを拒否し、退学処分を受ける。ロークを擁護する一部の教授たちの努力や、その後の当局からの処分取消の申し出にもかかわらず、ロークは大学を辞める。建物の形は、場所・素材・目的に最も適合するように、かつ気品および効率が最大化するように決めるべきだと、ロークは信じている。ロークを批判する者たちは、歴史ある様式に従うことが決定的に重要だと主張する。ロークは、彼が尊敬する建築家で、今は落ちぶれているヘンリー・キャメロンの下で働くため、ニューヨークに行く。スタントン工科大学でのロークの同級生で、世間受けは良いが中身のない人物であるピーター・キーティングは、優秀な成績で大学を卒業し、ニューヨークの名声ある建築事務所、フランコン&ハイアーに就職する。キーティングは、就職先の経営者、ガイ・フランコンに取り入り、フランコンのお気に入りになる。ロークとキャメロンは天才的な設計をし続けるが、ほとんど認められない。一方でへつらい上手のキーティングは、駆け足で出世していく。キーティングは権力者への道を急ぐため、社内での競争相手を次々に排除する。キーティングによる社内競争相手の排除は、最終的にフランコンのパートナー経営者、ルーシャス・ハイアーが、キーティングに恐喝されて心臓発作で死ぬまで続く。
フランコンの共同経営者になったキーティングは、キャメロンが引退した後、フランコンにロークを雇わせる。しかしフランコンは、自分の命令に従わなかったロークをただちに解雇する。ロークは別の建築事務所に短期間勤めた後、自分自身の事務所を設立する。しかしクライアントを見つけるのに苦労し、事務所を閉じて、フランコンが所有する花崗岩採石場で石切人夫として働き始める。キーティングは、フランコンの美しく気まぐれで理想主義的な娘、ドミニクに興味を持ち始める。ドミニクは、イエロー・ペーパー「ニューヨーク・バナー」にコラムニストとして勤務している。ロークはドミニクに魅了され、ドミニクとの意地の張り合いの末、彼女を暴力的に犯す。その直後、ロークは新しいビルの設計を依頼するクライアントからの手紙を受け取り、ドミニクに名前を知られぬまま、ニューヨークに戻る。
「ニューヨーク・バナー」紙の人気建築コラムの執筆者、エルスワース・M・トゥーイーは、歯に衣着せぬ批判をする社会主義者で、自分のコラムを通じて、また自分が組織した影響力ある人物たちのサークルを通じて、世論を操作することによって隠然たる権力を握っていく。トゥーイーは、ロークを中傷するキャンペーンを始める。トゥーイーは、頭の弱い事業家を説得して、人間の精神を讃える神殿の設計をロークに依頼させる。ロークはこの神殿にドミニクの裸像を置くが、世論はこれに反発する。トゥーイーは神殿の依頼主の事業家を操り、ロークを告訴させる。裁判で、キーティングを含む著名な建築家たちは、ロークのスタイルが非正統的で不合理であると証言する。ドミニクはロークを弁護する証言をするが、ロークは敗訴する。自分自身の敗北、そしてロークを讃える仲間たちの敗北に心をくじかれたドミニクは、キーティングに結婚を申し出る。キーティングは、トゥーイーの姪のキャサリンとの婚約を破棄し、ドミニクと結婚する。その後ドミニクは、ロークに設計を依頼しそうな人物を見つけては、ロークではなく、キーティングに依頼するよう説得するようになる。ロークはドミニクの妨害にもかかわらず、細々とだが着実に依頼主を獲得し続ける。
ドミニクは、キーティングに名誉ある設計案件を勝ち取らせるため、「ニューヨーク・バナー」のオーナーで編集主幹のゲイル・ワイナンドに近づく。ワイナンドは、大型案件をキーティングに発注するのと引き換えに、ドミニクを自分に譲るようにキーティングに要求する。その後ドミニクはキーティングと離婚し、ワイナンドと結婚する。その後ワイナンドは、自分が気に入る建物はすべてロークの設計であることを知り、自分とドミニクの新居の設計をロークに依頼する。ロークの設計でワイナンドとドミニクの新居が建ち、ロークとワイナンドは親友になるが、ワイナンドはロークとドミニクの関係を知らない。
キーティングは、多くの建築家が切望する公営集合住宅コートランド・ホームズの設計の仕事を獲得するべく、トゥーイーに口利きを懇願する。キーティングはロークに、コートランド・ホームズの設計を手伝ってくれるように依頼する。ロークは、自分が設計したことを決して明かさないことと、完全に自分の設計どおり建てられることを条件に、キーティングの依頼を引き受ける。ロークがワイナンドとの長期の旅行から帰ってみると、キーティングの約束に反し、コートランド・ホームズは変更された設計で建てられていた。ロークは、コートランド・ホームズを爆破する。
ロークを糾弾する声が国中から上がるが、ワイナンドは部下の記者・編集者に命じて「ニューヨーク・バナー」の紙面でロークを擁護させる。「ニューヨーク・バナー」紙の販売部数は落ち、スタッフたちはストライキに入るが、ワイナンドはドミニクの助けを借りて新聞を発行し続ける。新聞社を閉鎖するか、ローク擁護を撤回するかの選択を迫られるに至り、ワイナンドは、ロークを糾弾する記事を自分の署名入りで掲載することを選ぶ。コートランド・ホームズ爆破事件の裁判で、ロークは陪審員や傍聴人たちの感情をかき立てる演説を行い、無罪になる。ドミニクはワイナンドと離婚し、ロークのものになる。ワイナンドは「ニューヨーク・バナー」を閉鎖し、高層ビル「ワイナンド・ビルディング」の設計をロークに依頼する。18ヶ月後、「ワイナンド・ビルディング」の建設現場に訪ねてきた妻ドミニクを、天空にそびえる建設中の摩天楼の頂きに立つロークが迎えるシーンで物語は終わる。

## 背景
1928年、セシル・B・デミルは、映画「スカイスクレイパー」（Skyscraper、1928年）の脚本の執筆をランドに依頼した。ダッドリー・マーフィー（Dudley Murphy）による原作では、ニューヨークのある高層ビルの建設に携わる2人の建設労働者が、1人の女性の恋人の座をめぐって争う物語だった。ランドはこの物語を、2人の建築家のライバル関係に変えて書き直した。2人の建築家の1人はハワード・ケーン（Howard Kane）という名前で、使命に身を捧げる理想主義者であり、様々な困難に打ち克ち高層ビルを建設する人物として描かれた。エンディングでは、完成した高層ビルの頂上に立つケーンが、勝利に胸を張り空を見上げるとされていた。最終的にデミルはランドの脚本を却下し、映画はマーフィーの原作に従って制作されたが、ランドによる幻の脚本には、彼女が後に『水源』で使用するさまざまな要素が含まれていた。
1999年に発行された『ジャーナル・オブ・アイン・ランド』（The Journals of Ayn Rand） の編集者、デイヴィッド・ハリマン（David Harriman）も、ランドの初期の未完の小説のノートに、『水源』のいくつかの要素が既に登場していることを指摘している。この未完の小説の主人公は、ある牧師から耐え難い責め苦を受け、最終的にこの牧師を殺し、刑に処される。世間からは美徳の化身と見なされているが実際には怪物であるこの牧師は、多くの点でエルスワース・トゥーイーに似ており、この牧師の暗殺は、スティーヴン・マロニーによる未遂に終わったトゥーイー殺害に重なる。
ランドは1934年に最初の小説『われら生きるもの』を完成させたのに続き、『水源』の執筆に着手した。最初のタイトルは『セコハン人生』（Second-Hand Lives）だった。ある程度ランド自身の個人的な体験を題材にした『われら生きるもの』と異なり、建築というあまり馴染みのなかった世界を題材にした小説を書くにあたり、ランドは広範な取材を行った。取材の一環として、ランドは建築家の伝記や建築に関する書物を多数読んだほか、建築家エリー・ジャックス・カーン（Ely Jacques Kahn）の事務所で無給のタイピストとして働かせてもらった。
ランドは当初、「1つのテーマでしか書けない作家」と見なされるのを避けるため、『われら生きるもの』よりも政治性の薄い小説を書こうとしていた。『水源』のストーリーが形作られるにつれて、この小説で個人主義をめぐって展開される思想に、ランドはより政治的な意味を見出すようになった。また、当初ランドは、4つあるセクションのそれぞれを、自分の思想形成に影響を与えたフリードリヒ・ニーチェの言葉で始めるつもりだった。しかしやがてニーチェの思想が彼女の思想とあまりに異なっていると判断するに至り、ニーチェの言葉を引用するのはやめた。最終原稿に残っていたニーチェへの間接的な言及も、編集で削除した。
『水源』の執筆作業はたびたび中断された。1937年、ランドは『水源』の執筆から離れ、短編小説『アンセム』（Anthem）を書いた。また、舞台版『われら生きるもの』（We the Living）も完成させた。舞台版『われら生きるもの』は、1940年前半に短期間上演された。1940年には、政治運動にも積極的に関わった。まず米国大統領選挙でウェンデル・L・ウィルキー (Wendell Lewis Willkie) 陣営のボランティア・スタッフとして活動し、続いて保守派知識人ためのグループの設立を目指した。初期の作品の印税が途絶えると、映画スタジオでフリーランスの脚本家として働き始めた。『水源』を出版する出版社がようやく見つかったとき、原稿はまだ3分の1しか完成していなかった。

## 出版の経緯
既にデビュー小説が出版され、舞台脚本『1月16日の夜に』がブロードウェイで成功していたにもかかわらず、ランドは『水源』の出版社を見つけるのに苦労した。『われら生きるもの』を出版したマクミラン出版社は、ランドに前作以上の宣伝を要求されると、この新しい小説の出版を拒否した。ランドの代理人は、他の出版社にこの作品の出版を持ちかけ始めた。1938年、アルフレッド・エー・クノッフ（Alfred A. Knopf）社は本作品の出版契約に署名したが、1940年10月の時点でランドが原稿を4分の1までしか完成できなかったため、ランドとの契約をキャンセルした。他にも複数の出版社から出版を拒否され、ランドの代理人はこの小説を批判し始めた。ランドはこの代理人を解雇し、自分で出版社を探し始めた。
ランドがパラマウント映画（Paramount Pictures）で映画脚本家として働いていた時、彼女の上司のリチャード・ミーランド（Richard Mealand）が、彼女に出版会の知り合いを紹介することを申し出た。ミーランドは彼女をボブスメリル社の担当者に引き合わせた。同社に雇われたばかりの編集者、アーチボルド・オグデン (Archibald Ogden)は、この作品を気に入った。しかし2人の社内レビューアーは、この作品に矛盾する評価をした。1人は「偉大な作品だが、売れないだろう」と述べ、もう1人は「ゴミだが、売れるだろう」と述べたのである。オグデンの上司でボブスメリル社社長のD・L・チェンバーズ（D.L. Chambers）は、この作品の出版を拒否することに決めた。チェンバーズの決定を知ると、オグデンは本社に「もしこれがあなたの希望にかなう作品ではないなら、私はあなたの希望にかなう編集者ではありません（If this is not the book for you, then I am not the editor for you.）」と電報を打った。オグデンの強い抵抗により、1941年、ボブスメリル社はランドと本作品の出版契約を結ぶことを決めた。ボブスメリル社が出版を決める前に、12の出版社が本作品の出版を拒否した。
ランドはこの作品に『セコハン人生』（Second-Hand Lives）という仮タイトルを付けていたが、オグデンはこのタイトルでは物語の悪役側が強調されてしまうと指摘した。ランドは代わりに「The Mainspring」（主動力）を提案したが、このタイトルは最近別の本に使われたばかりだった。ランドは類語辞典を引き、「mainspring」の類義語として「fountainhead」を見つけ、これをタイトルにすることにした。
『水源』は1943年5月に出版された。売れ行きの出足は鈍かったが、評判が口コミで広がり、ベストセラー・リストをゆっくりと上昇していった。。最初の出版から2年以上が経過した1945年8月には、「ニューヨーク・タイムズ」（The New York Times）紙のベストセラー・リストで6位になった。
1971年には、ランドによる新しい序文が入った25週年記念版がニューアメリカン・ライブラリー（New American Library）から出版された。1993年には、50週年記念版がボブスメリル社から出版された。この版には、ランドの相続人のレナード・ピーコフ（Leonard Peikoff）によるあとがきが追加された。2008年までに、本作品は英語版だけで650万部以上売れ、複数の言語に翻訳された。

## 登場人物

### ハワード・ローク
Howard Roark

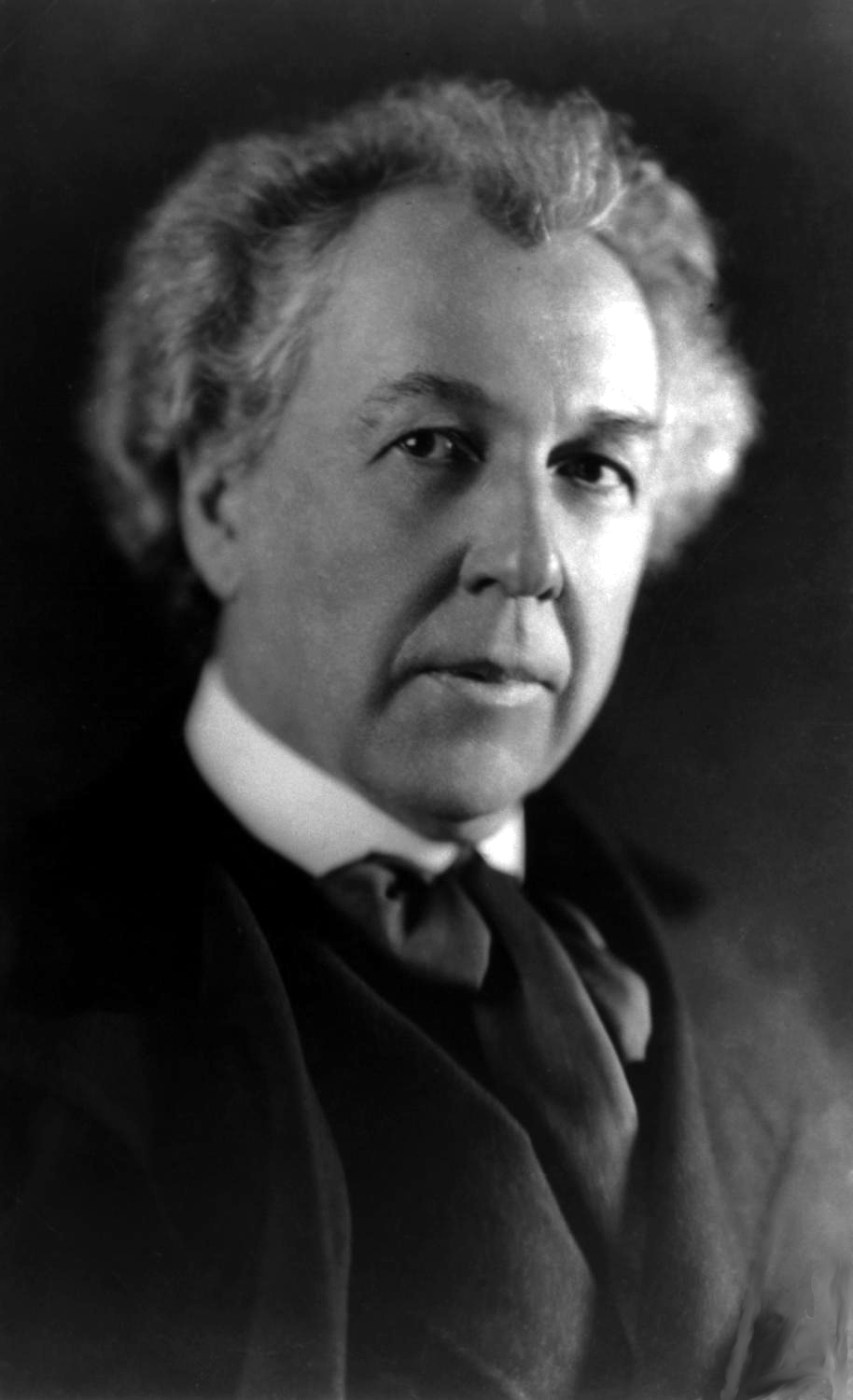
建築家のフランク・ロイド・ライトもハワード・ロークのモデルになった人物の一人だった。

本作品の主人公。大志を抱く建築家。集産主義に対する個人主義の勝利を象徴する。物語の終盤、自分が設計し、他の建築家たちによって設計を改悪された建物を、ダイナマイトで爆破し逮捕される。裁判では、「セコハン人間」を非難し主導者の優越性を明らかにするスピーチを行い、陪審員の共感を得て無罪となる。
ロークのキャラクターは、少なくとも部分的には、アメリカ人建築家フランク・ロイド・ライトにヒントを得ている。ランドは、ライトに関して参考にしたのは「建築上のいくつかのアイデアと、経歴のパターン」だけであり、ロークが表明する思想にも、物語の中の出来事にも、ライトを参考にした点はないと述べている。ランド自身が否定したにもかかわらず、ライトとロークの関連性を主張する論者は絶えない。ライト自身は、ロークが自分をモデルにしているかどうかについて、明言を避けていた。自分がロークのモデルであることをほのめかす時もあり、否定する時もあった。ライトの伝記を書いたエイダ・ルイーズ・ハックステーブル（Ada Louise Huxtable）は、ライトの思想とランドの思想が大きく隔たっていることを示し、ライトが「自分が（ロークの）父であるとは認めないし、（ロークの）母と結婚する気もない」と言ったと述べている。

### ピーター・キーティング
Peter Keating
野心はあるが、ロークとは正反対の立場と方法を取る建築家。ある程度の創造性と知的能力があることはロークも認めているが、これらの才能は富を追求する中で圧殺される。物語の全体を通じて、より大きな成功を目指し、愛情ある人間関係や意味ある仕事を求めながら、これらの両方を失っていく。

### ドミニク・フランコン
Dominique Francon
本作品のヒロイン。ランドのノートによれば、「ハワード・ロークのような男性のための女性（the woman for a man like Howard Roark）」。ほぼすべての登場場面を通じて、ランドが後に「人生に対する誤った考え」と評する考え方で動く。高名だが創造性は低い建築家、ガイ・フランコンの娘。建築家たちの凡庸さを批判するコラムを多数書き、父を悩ませる。逆境と自律を希求する彼女はロークにのみ自分の匹敵者を見出し、この選好性によって彼女の人生は悲劇的なものになるが、この物語の結末で最終的に解決される。
ドミニクのキャラクターには様々な評価がある。クリス・マシュー・シャバラ（Chris Matthew Sciabarra）は、ドミニクを「この作品の中でもかなり奇怪なキャラクターの一人」と呼んだ。ミミ・ライゼル・グラッドスタイン（Mimi Reisel Gladstein）は、ドミニクを「つむじまがりの興味深いケース・スタディー」と呼んだ。トア・ボックマン（Tore Boeckmann）はドミニクを、複数の前提を一部誤解したまま内在させているキャラクターと評し、彼女の行動を、自身の矛盾する観念がいかに帰結するかの論理的表現と見なしている。

### ゲイル・ワイナンド
Gail Wynand
ニューヨークの貧民街出身の富裕な新聞王。ニューヨークの新聞・雜誌の多くを支配下に置く。ロークと多くの気質を共有するが、ワイナンドの成功は世論に迎合する能力に依存しており、この能力が最終的に彼を転落に導く。ランドはノートの中でワイナンドを英雄的個人主義者に「なり得た人物（"the man who could have been"）」と記し、英雄的個人主義者「になることができ、である人物（"the man who can be and is"）」ロークと対比させている。ロークのキャラクターの要素の一部は、政治的な影響力を得ようと試みて成功も失敗もしたことを含めて、実在の新聞王ウィリアム・ランドルフ・ハーストにヒントを得ている。ワイナンドは、権力を握る試みに最終的に失敗し、自分の新聞社も、妻も、ロークとの友情も失う悲劇的人物である。ワイナンドのキャラクターは、ニーチェの君主道徳の具現化と解釈されてきた。ワイナンドの悲劇は、ランドによるニーチェ思想の否定とも見なされている。この小説の視点では、他人に対する権力を追求するワイナンドのような人物は、順応主義者と同様の「セコハン人間」と見なされる。

### エルスワース・トゥーイー

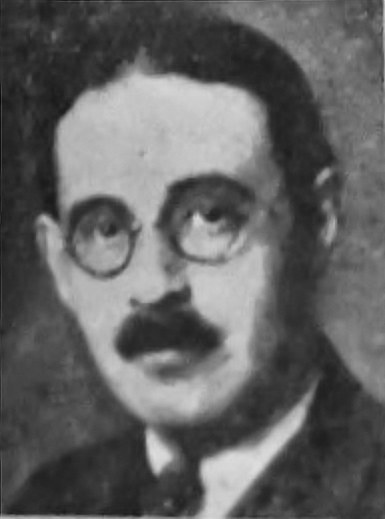
英国の社会主義者ハロルド・ラスキは、ランドがエルスワース・トゥーイーのキャラクターのヒントにした人物の一人だった。

Ellsworth Monkton Toohey
人気コラムの執筆者で、ロークの敵対者で、集産主義を体現する。大衆の意思の代表者を自称するが、他人への権力を希求している。自尊心を破壊することによって、カモになった人物を支配する。あらゆる人物や業績をその真価を問わず同等に価値あるものとして扱う、厳格な平等主義を社会に流布させることによって、さらに広範な権力を握ろうとする。ある評者が述べたように、トゥーイーのやり方は次のようなものである。
「多数のゼロから導かれる平均」のような社会を目指すトゥーイーは、自分がどのようにピーター・キーティングを崩壊させるかを、正確に認識している。彼は「利他主義を利用して個人の高潔さを破壊し、ユーモアと寛容を利用してあらゆる基準を破壊し、犠牲を利用して人々を奴隷にする」という自分の手法を、この破滅した若者に説明してみせる。この説明を通じて彼は、最良かつ最悪のファシスト精神を華々しく誇示する。
それゆえ彼は、ロークが体現する擬英雄的精神に敵対する。
ランドは、さまざまな状況でのトゥーイーの行動の想像する際、英国の民主社会主義者ハロルド・ラスキの記憶をヒントにした。ニューヨークの知識人、ルイス・マンフォード（Lewis Mumford）やクリフトン・ファディマン（Clifton Fadiman）も、トゥーイーのキャラクター造形に役立てた。

### その他の登場人物
- ヘンリー・キャメロン（Henry Cameron）: ロークの建築の師。大学を中退したロークを雇う。
- 学部長（The Dean）: スタントン工科大学の建築学部の学部長。
- ガイ・フランコン（Guy Francon）: ドミニクの父。著名な建築家。大学を卒業したキーティングを雇う。
- キャサリン・ハルゼイ（Catherine Halsey）: キーティングの婚約者。トゥーイーの姪。
- オースティン・ヘラー（Austen Heller）: 個人主義的な思想を持つコラムニスト。自邸の設計をロークに依頼し、ロークの最大の味方の一人になる。
- ルーシャス・ハイアー（Lucius Heyer）: ガイ・フランコンと建築事務所を共同経営する建築家。キーティングの脅迫を受け、心臓発作で死ぬ。
- ミセス・キーティング（Mrs. Keating）: キーティングの母。支配的な性格。.
- スティーヴン・マロニー（Steven Mallory）: 絶望した彫刻家。トゥーイーの殺害を試みる。後にロークの助けで自身を取り戻す。.
- アルヴァ・スカレット（Alvah Scarret）: ワイナンドが発行する新聞の編集主幹。
- ジョン・エリック・スナイト（John Erik Snyte）: ガイ・フランコンに解雇されたロークを雇った建築家。5人の部下のアイデアを折衷して設計する手法を取っている。

## 主題

### 個人主義
ランドは、『水源』の第一の主題は「政治ではなく個人の魂における、個人主義と集産主義の対立」（"individualism versus collectivism, not in politics but within a man's soul"）であると述べている。ロークが法廷でアメリカにおける個人の権利の概念を擁護する演説を行う以外は、政治問題を直接論じることは回避されている。歴史家ジェイムズ・ベイカー（James Baker）が述べるように、「1930年代の作品であるにも関わらず、『水源』では経済にも政治にもほとんど言及されていない。第二次世界大戦中に執筆されたにもかかわらず、世界情勢への言及もない。この作品のテーマは一個人と体制の対立であり、それ以外の問題は排除されている」。

### 建築

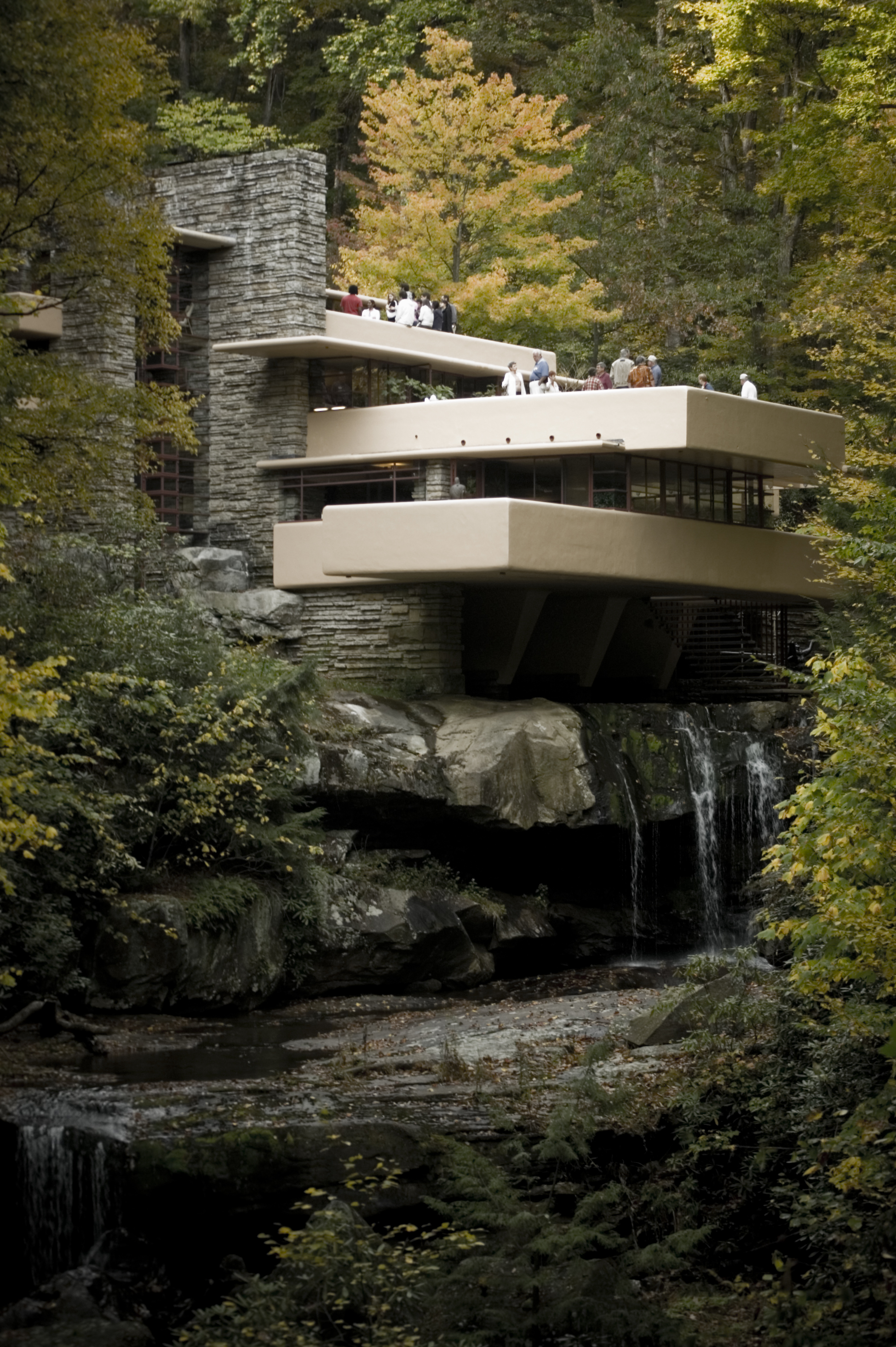
ランドによるロークの建物の描写は、フランク・ロイド・ライトの諸作品にヒントを得ている。写真はライトが1930年代に設計した邸宅、落水荘。

ランドは『水源』を、夫フランク・オコナー（Frank O'Connor）と建築に捧げた。ランドが建築をテーマに選んだのは、建築が彼女の思想にある種のアナロジーを提供したからである。特にモダニズム建築の台頭は、「個人は至高の価値を持つ存在であり、創造性の源泉（fountainhead）である。自己本位であること（selfishness）は、倫理的エゴイズム（ethical egoism）として正しく理解される限りにおいて、美徳である」という彼女の信念に、適切な裏付けを提供した。
ピーター・キーティングとハワード・ロークは対照的なキャラクターである。キーティングは古い伝統を尊重し、高層ビルを設計する時にすら、歴史的折衷主義や新古典主義の型に依拠する。キーティングは、他人から提案された変更を躊躇なく取り入れる。キーティングの態度は、20世紀初頭に流行した、無節操で折衷主義的な建築のありかたを反映している。ロークは真理と誠実を追求し、これらを自分の仕事に表現する。ロークは、変更を提案されても妥協しない。ロークの態度は、それまでの設計の潮流に満足せず、個人の創造性を強調するようになったモダニズム建築家たちの軌跡を反映している。ロークの個性は、モダニズム建築家の非妥協性と英雄性の賛美となっている。
『水源』からインスピレーションを受けたと証言している建築家は多い。建築家でサンフランシスコ建築家協会（San Francisco Institute of Architecture）創設者のフレッド・スティット（Fred Stitt）は、著書を「最初の建築の師、ハワードローク」に捧げている。 ネーダー・ヴォスーギアン（Nader Vossoughian）は、「この半世紀で、『水源』以上に建築家という職業の社会的イメージを形作ったテキストはないかもしれない」と書いた。著名な建築写真家のジュリアス・シュルマン（Julius Shulman）は、『水源』を「はじめて建築家に世間の注目を集めさせた作品」と呼び、この作品が20世紀の建築家に影響を与えただけでなく、「すべての近代建築家の人生の最初に、前面に、中心に存在する本」であると述べている。

## 反響と遺産

### 同時代の反響
公刊直後から、『水源』に対する批評家たちの態度はニ極化し、賛否入り混じったレビューが発表された。「ニューヨーク・タイムズ」（The New York Times）紙には、ランドを「きらびやかに、美しく、痛烈に」書く「すばらしい力を持つ作家」と呼び、「これは個人を称揚する賛歌である。〔……〕この偉大な作品を読めば、我々の時代における基本的な概念のいくつかについて考え抜かずにはいられないだろう」と評するレビューが掲載された。「ニューヨーク ジャーナルアメリカン」（New York Journal-American）誌のコラムニスト、ベンジャミン・デカッサーズ（Benjamin DeCasseres）は、主人公ロークは「妥協しない個人主義者」で、「現代アメリカ文学の中で最も読者を鼓舞するキャラクターの一人」であると書いた。ランドはデカッサーズに手紙を書き、他の多くのレビューアーがこの小説の主題に触れない中、デカッサーズがこの小説の主題が個人主義であることを説いてくれたことに礼を述べた。他にも肯定的なレビューはあったが、ランドはそれらの多くを、自分のメッセージを理解していない、もしくは掲載紙誌がマイナーであるとして、無視した。否定的なレビューのいくつかは、この小説の長さを批判していた。たとえばあるレビューアーはこの小説を「本の鯨」と呼び、別のレビューアーは「この小説に入れ込む人間には、紙の配給に関する厳しい授業を受けさせる必要がある」と書いた。登場人物に同情心がないと批判するレビューアーや、ランドの文体を「不快なほど単調」と批判するレビューアーもいた。
『水源』が出版された1943年には、イザベル・パターソンの『機械の神』（The God of the Machine）、ローズ・ワイルダー・レイン (Rose Wilder Lane)の『自由の発見』（The Discovery of Freedom）も出版された。これらの作品の出版により、ランド、レイン、パターソンの3人はアメリカのリバタリアン運動の母と呼ばれてきた。たとえばジャーナリストのジョン・チェンバレン（John Chamberlain）は、自分が社会主義を捨て、リバタリアン思想と保守思想の「古きアメリカ思想」に最終的に転向したのは、これらの作品を読んだからであると述べている。
アメリカの黒人児童文学作家ヴァージニア・ハミルトンの『ジュニア・ブラウンの惑星』 (1971)』は『水源』のパロディになっている。

### レイプ・シーンへの反響
本作品で最も議論の的になってきたのは、ロークによるドミニクのレイプ・シーンである。フェミニストの批評家達は、女性を男性に従属させるランド作品の反フェミニズム的視座を象徴するシーンとして、このシーンを批難してきた。スーザン・ブラウンミラーは、1975年の著書『レイプ・踏みにじられた意思』（Against Our Will）で、女性を「自分よりも優れた男性への屈服」を望む存在として描くランドの「レイプ思想」を批難した。ブラウンミラーはランドを「自分自身の性に対する裏切り者」と呼んだ。
スーザン・ラブ・ブラウン（Susan Love Brown）は、このシーンは、ランドがセックスを「サドマゾヒズムの行為、女性が従属し受動的になる行為」と見なしていることの現れであると述べた。バーバラ・グリズウティ・ハリソン（Barbara Grizzuti Harrison）は、このような「マゾヒズム的ファンタジー」を楽しむ女性は「損傷」しており自己評価が低いと示唆した。ランド研究者のミミ・リーセル・グラッドスタイン (Mimi Reisel Gladstein) は、ランドの作品のヒロインたちに賞賛すべき要素を見出しつつも、「レイプの本質に対する意識が向上した」読者はランドの「ロマンチックに描写されたレイプ」を承認しないだろうと述べた。
ランドは、このシーンで行われたのは「明白に誘いを掛けられた上でのレイプ」であるとし、実際にはレイプではないと述べた。その理由としてランドは、ドミニクがロークを呼んで修理させるため寝室の大理石板に傷を付けた後の会話などから、ドミニクがこの行為を欲し「ほぼ誘った」のは明らかであると説明した。ランドは、本当のレイプならそれは忌むべき犯罪であると述べた。この小説を擁護する論者は、この解釈に同意してきた。アンドリュー・バーンスタイン（Andrew Bernstein）は、このシーンに特化して論じたエッセイで、この問題に関しては多くの「混乱」が存在するが、「ドミニクがロークに抗しがたい魅力を感じ」ロークと「寝たくてたまらない」ことを示す「決定的」証拠は、この小説の描写の随所に存在していると述べた。個人主義的フェミニズムを信奉するウェンディ・マッケロイ（Wendy McElroy）は、ドミニクはロークに「完全に押し切られている」ものの、この経験をドミニクが承諾しているだけでなく楽しんでもいることが、明らかに示されていると述べた。バーンスタインもマッケロイも、ブラウンミラーのようなフェミニストの解釈は、性に関する誤った理解に基づいていると見なしている。
1936年にランドがこの小説の構想に着手した時、ロークを「もし必要であれば彼女をレイプすることもでき、そのことを正当に感じられる」キャラクターとして考えていたことが、ランドの死後に出版された構想ノートに示されている。この構想ノートの存在は、ランドがフェミニストと議論していた当時は知られていなかった。

### 文化的影響

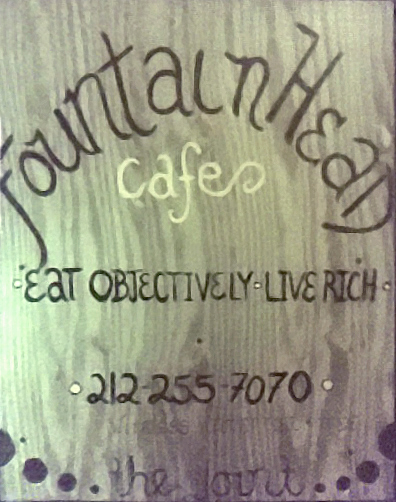
ニューヨーク市のコーヒーハウス「ファウンテンヘッド・カフェ」（Fountainhead Café）の店名とモットー「Eat Objectively, Live Rich」はこの小説の影響である。

『水源』は前世紀から今世紀に至るまで多くの部数が売れ続け、映画、テレビドラマ、小説など様々な大衆娯楽で言及されてきた。しかし大衆に浸透している割に、本作品に対する批評家達からの継続的な注目は比較的少ない。哲学研究者のダグラス・デン・アイル（Douglas Den Uyl）は、『水源』の遺産を評価し、この小説はランドの後の小説『肩をすくめるアトラス』と比較すると相対的に無視されてきたと述べ、「我々の課題は、『水源』で明確に立ち現れ、かつ単純に『肩をすくめるアトラス』の眼で読むことを我々に強要しないような論題を発見することだ」と述べた。
『水源』をランドの最高の小説と見なす評論家もいる。哲学研究者のマーク・キングウェル（Mark Kingwell）は、「『水源』はランドの最良の作品である--良い作品であるとは言えないにしても」と述べた。「ヴィレッジ・ヴォイス」誌のあるコラムニストは、『水源』を「はなはだしく偏向している」と評し、「むやみに気負った英雄崇拝」に満ちていると述べた。
『水源』は、若い読者にとって独特の魅力がある作品である。歴史研究者のジェイムズ・ベイカーは、『水源』は若者にとって「ランド・ファンが想像するほど重要ではないにしても、ランドを攻撃する人々が考えるよりも重要な」魅力があると述べている。アラン・ブルームは、この小説は「ほぼ文学ではない」と述べ、「少々エキセントリックな若者を刺激して生き方を変えさせるニーチェ風の独断」を散りばめた小説と評しているが、その一方で、自分が教える学生たちに影響を受けた本を尋ねると、『水源』を挙げる学生が必ず何人かいるとも述べている。ジャーナリストのノーラ・エフロン（Nora Ephron）は、18歳の時にこの小説を読んで好きになったが、その時はこの小説を若い建築家のサクセス・ストーリーとラブストーリーとして読み、エゴイズムと利他主義の対立という主題には気づかなかったと認めている。エフロンは後に『水源』を再読してこの主題に気づき、「この小説は、この主題に気づかないくらい若い時に読んだ方がいい。大人になってからこの小説を読むと、非常に馬鹿げた本だと思わずにはいられない」と述べている 。建築家のデイビット・ロックウェル（David Rockwell）は、建築とデザインに興味を持ったきっかけの一つとして映画版の『水源』（邦題『摩天楼』）を挙げている。ロックウェルは、彼が大学で建築を教えている学生の多くが、『水源』の主人公へのトリビュートとして彼らの飼い犬にロークと名づけているとも述べている。

### 大衆向け作品での言及
1987年の映画『ダーティ・ダンシング』（Dirty Dancing）では、ペニーの中絶手術費用を払うようにベイビーに迫られたロビーが、責任を取ることを拒否して「大事にされる奴もいるし、されない奴もいる（Some people count and some people don't）」と言った後、ベイビーに自分の『水源』を渡し、「これを読めよ。君なら楽しめるはずだ。余白に書き込みがあるから、読んだら返してくれ」と言うシーンがある。
テレビドラマ『30 ROCK』（30 Rock）のシーズン7、エピソード7（Mazel Tov, Dummies）には、ジャックが聖書の代わりに『水源』の一節を読むシーンがある。
2006年の映画『スキャナー・ダークリー』（A Scanner Darkly）では、登場人物チャールズ・フレック（Charles Freck）が、自分の死体が『水源』を掴んだ状態で発見されるように、アパートで自殺を試みる。麻薬によって引き起こされた錯乱から、フレックはこのような行為によって「体制を告発し、自分の死によって何ごとかを達成する」ことができると信じ込む。
テレビアニメ『ザ・シンプソンズ』（The Simpsons）のエピソード20.20「偉大なる女性たち」（Four Great Women and a Manicure）では、マージがリサをサロンに連れて行き、初めてのマニキュアを体験させる。そこで一人の女性が同時に賢く、強く、美しくなることは可能なのかをめぐって論争が起き、互いに物語を話す。最後の物語で、マギーが『水源』のハワード・ロークの役を演じる「マギー・ローク」になる。
テレビドラマ『ギルモア・ガールズ』（Gilmore Girls）のシーズン2、第13話「ギルモア母娘のお値段」（A-Tisket, A-Tasket）では、ローリーがジェスに、『水源』は傑作で、40ページにも及ぶモノローグをアイン・ランドのように書ける作家はいないと言い、この小説をもう一度読むように勧める。
ウディ・アレン監督の2012年の映画『ローマでアモーレ』（To Rome with Love）では、モニカ（エリオット・ペイジ）が、ハワード・ロークと寝て友人のボーイフレンドに感銘を与えたいという自分の欲望について語る。
テレビドラマ『エレメンタリー ホームズ&ワトソン in NY』（Elementary）のシーズン2、エピソード3には、犯行現場で『水源』が誤って置かれていることが発見され、マーカス・ベル刑事が「ニューヨークの大学生の２人に１人はこの本を持っている」と言い、シャーロック・ホームズがアイン・ランドを「知的破綻者が最高と見なす哲学者」と評するシーンがある。
コメディドラマ『そりゃないぜ!? フレイジャー』（Frasier）のシーズン8、第9話（Frasier's Edge）には、フレイジャー・クレインが自分の師匠に、少年時代、上級生が自分の『水源』をバスの下に投げた日に精神医学への関心が呼び起こされた、と語るシーンがある。
2013年の映画『泥棒は幸せのはじまり』（Identity Thief）には、サンディ・パターソンの上司ハロルド・コーニッシュが、上役が受け取る高額なボーナスに関する質問の後で、「君のために『水源』を1冊買ってこよう。これが誰にとっても良い小説であることがわかるはずだ」と言うシーンがある。
テレビドラマ『アンドロメダ』（Gene Roddenberry's Andromeda）では、ニーチアン族がかつて暮らしていた惑星ファウンテンヘッドを周回する軌道を、アイン・ランド・ステーションが回っている。 シーズン1、エピソード8「思い出への橋」（The Banks of the Lethe）には、ティア・アナサジがディラン・ハント艦長に『水源』を投げるシーンがある。
テレビドラマ『バーニー・ミラー』（Barney Miller）のシーズン6、エピソード20「建築家」（The Architect）では、ある男が自分の設計を醜く変更して建てられた新しいビルを破壊し、逮捕される。逮捕された男がこのビルを侮蔑を込めて「あのコートランド」と呼んだ時、ディートリッヒ（Dietrich）刑事は、この男がハワード・ロークを模倣して時限爆弾を仕掛けたと推定する。刑事は、「コートランドというのはアイン・ランドの小説『水源』に出てくる建物の名前だった」と説明する。

## 翻案

### 挿絵入り版
1945年、ランドは、キング・フューチャーズ・シンジケート（King Features Syndicate）社から、新聞連載用に挿絵入り圧縮版の『水源』を制作する提案を受けた。ランドは、編集の監督権と登場人物のイラストの承認権の確保を条件に、この提案に同意した。挿絵入り圧縮版の『水源』は、1945年12月24日から30回にわたり、35の新聞に掲載された。挿絵はフランク・ゴッドウィン（Frank Godwin）が描いた。

### 映画版

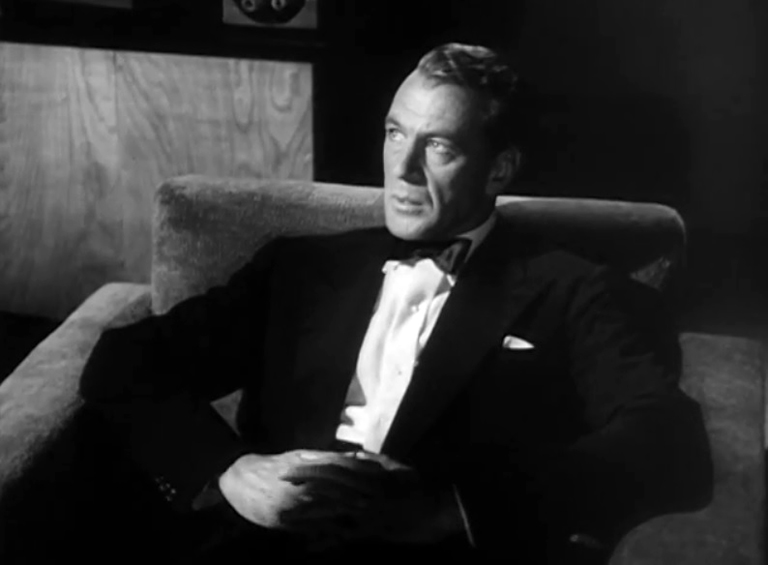
映画版でワード・ロークを演じたゲイリー・クーパー。

1949年、ワーナー・ブラザースは本作品の映画版（邦題『摩天楼』）を公開した。ハワード・ロークはゲイリー・クーパー（Gary Cooper）が、ドミニク・フランコンはパトリシア・ニール（Patricia Neal）が、ゲイル・ワイナンドはレイモンド・マッセイ（Raymond Massey）が、ピーター・キーティングはケント・スミス（Kent Smith）が、それぞれ演じた。監督はキング・ヴィダー（King Vidor）が務めた。映画版の興行収入は210万ドルで、制作費を40万ドル下回る赤字となった。しかしこの映画に公開によって関心が高まった結果、原作の売上は伸びた。公開当初、ランドはこの映画に好意的で、手紙の中で「これまでハリウッドで小説を原作に作られたどの映画よりも、原作に忠実に作られている」と書き、「この映画化は大きな勝利だった（"It was a real triumph"）」と書いている。しかし、後にこの映画に対する彼女の評価は否定的になり、「この映画は始めから終わりまで嫌い」と語り、編集や演技など様々な要素に不満を述べるようになった。ランドはこの映画化の経験から、監督・脚本家の選択権と編集権を認められない限り、自分の小説の映画化権は絶対に売らないと宣言した。

### 舞台版
2014年6月、オランダ・フェスティバル（Holland Festival）で、『水源』の舞台版（オランダ語）が、イヴォ・ヴァン・ホーヴェ（Ivo van Hove）の演出で上演された。ハワード・ロークはラムゼイ・ナスル（Ramsey Nasr）が演じた。同作品は、2014年7月前半にはバルセロナで、同月後半にはアヴィニョン演劇祭で上演された。

## 日本語訳
- 『水源』藤森かよこ 訳、ビジネス社、2004年。ISBN 978-4828411323